# Lepidus (genre)
Lepidus praecisio
Genre
Espèce
Lepidus est un genre de dinosaures théropodes du Trias supérieur (Norien, environ 223 millions d'années) découvert dans le groupe Dockum au Texas. Le genre et l'unique espèce, Lepidus praecisio, ont été décrits à partir de restes fossiles incluant un tibia, un astragale et une fibula. Le tibia ressemble à ceux de Camposaurus, Coelophysis, Tawa,  Eodromaeus et Herrerasaurus.

## Publication originale
- (en) Sterling Nesbitt et Martín Ezcurra, « The early fossil record of dinosaurs in North America: A new neotheropod from the base of the Upper Triassic Dockum Group of Texas », Acta Palaeontologica Polonica, PAN et Institute of Paleobiology (d), vol. 60,‎ 2015 (ISSN 0567-7920 et 1732-2421, OCLC 02051833, DOI 10.4202/APP.00143.2014).